# Edgar Chahine

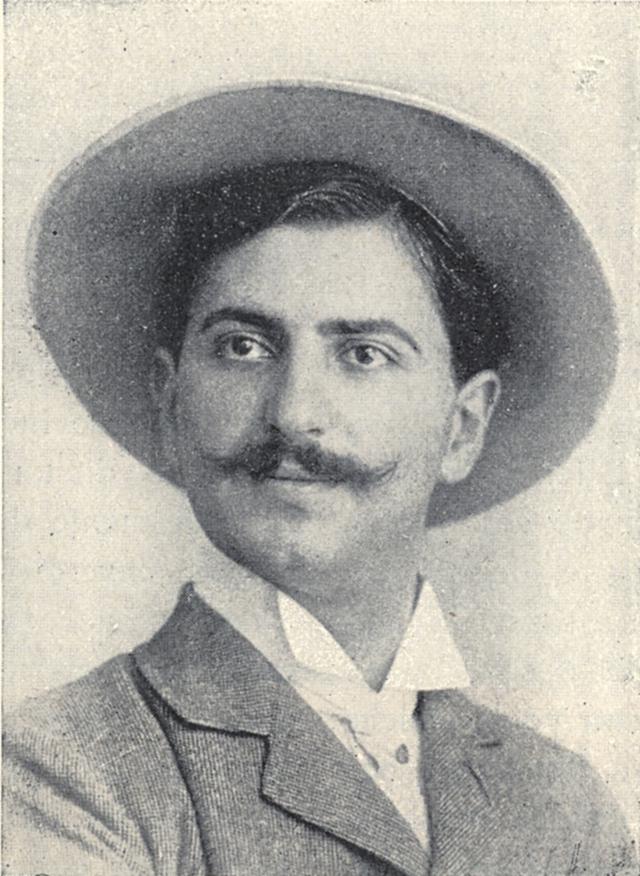
Edgar Chahine (unbekannter Fotograf)

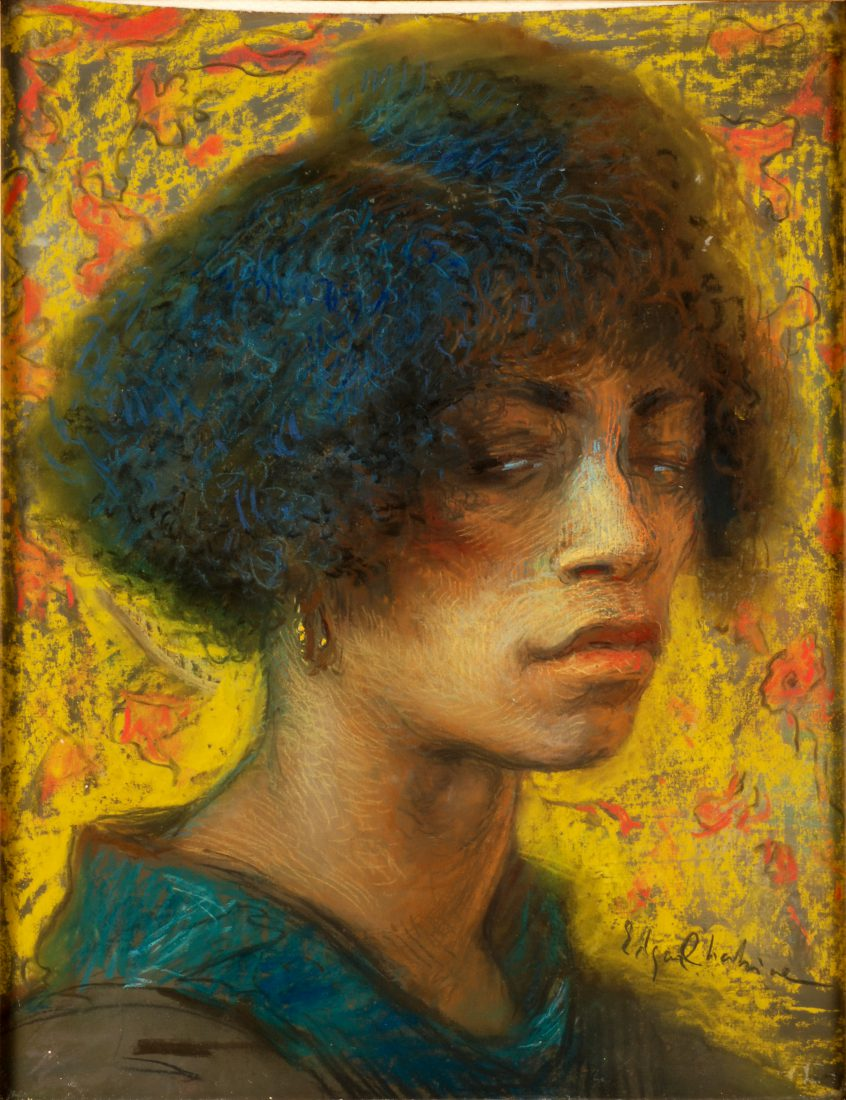
Porträt von Aischa

Edgar Chahine (armenisch Էդգար Շահին, * 31. Oktober 1874 in Wien; † 18. März 1947 in Paris) war ein französischer Maler und Radierer armenischer Abstammung.

## Leben
Edgar Chahine begann sein Studium in Konstantinopel, wo sein Vater einer der Direktoren der osmanischen Bank war. 
Dem Rat seines Lehrers, des armenischen Malers Milkon Tiratzuyan folgend, setzte er sein Studium in Italien fort.
1892 wurde er Schüler des Mechitaristen-Gymnasiums in Venedig und studierte gleichzeitig an der Accademia di belle arti di Venezia in den Ateliers des Malers Antonio Ermolao Paoletti und des Bildhauers Antonio Dal Zotto. 1895 ließ er sich endgültig in Paris nieder. Er setzte das Studium an der Académie Julian fort. Von 1896 bis 1899 stellte er seine Werke bei der Société des Artistes Français aus. 1897 bemerkten der Kunstkritiker Loys Delteil und der Graphikhändler Edmond Sagot seine in der Galerie de Bodinière ausgestellte Radierung. 
Für seine Gravuren erhielt er auf der Weltausstellung Paris 1900 und auf der 5. Internationalen Biennale in Venedig 1903 Goldmedaillen. Chahine erhielt 1925 die französische Staatsbürgerschaft, wurde 1932 mit der Ehrenlegion ausgezeichnet.
Ab 1905 illustrierte er Werke von Anatole France, Octave Mirbeau, Gabriel Mourey, Colette, Gustave Flaubert, Edmond und Jules de Goncourt sowie Paul Verlaine.
Neben seiner künstlerischen Tätigkeit setzte sich Edgar Chahine gemeinsam mit seinem Freund Arschak Tschobanjan für die Anerkennung Armeniens ein, unterstützt von Persönlichkeiten wie Anatole France, Jean Jaurès und Georges Clemenceau. 
In der armenischen Hauptstadt Jerewan fanden 1936, 1984 und 1994 Ausstellungen seines Werks statt.